# 青空とキミへ
「青空とキミへ」（あおぞらとキミへ）は、米倉千尋の26枚目のシングルである。表題曲のPVを収録したDVD付。

## 収録曲
全作詞・作曲：米倉千尋、編曲：高山和芽
1. 青空とキミへ
  - 11thアルバム『Kaleidoscope』にも収録されている。
2. ボクはShine!!
  - 11thアルバム『Kaleidoscope』にも収録されている
3. 青空とキミへ（instrumental）
4. ボクはShine!!（instrumental）